# Euphaedra sordida
Euphaedra sordida är en fjärilsart som beskrevs av Talbot 1929. Euphaedra sordida ingår i släktet Euphaedra och familjen praktfjärilar. Inga underarter finns listade i Catalogue of Life.